# Ectropothecium glossophylloides
Ectropothecium glossophylloides là một loài Rêu trong họ Hypnaceae. Loài này được (Broth.) D. K. Li mô tả khoa học đầu tiên năm 2008.